# اویگن شوفتان
اویگن شوفتان (انگلیسی: Eugen Schüfftan؛ ۲۱ ژوئیهٔ ۱۸۹۳ – ۶ سپتامبر ۱۹۷۷) یک مدیر فیلم‌برداری اهل آلمان بود.
از فیلم‌هایی که وی در آن‌ها نقش داشته است، می‌توان به مجنون هیتلر اشاره نمود.
وی همچنین برنده جوایزی همچون جایزه اسکار بهترین فیلمبرداری شده است.